# Slammy Award 1997
De Slammy Award 1997, waarbij prijzen werden uitgereikt in verschillende categorieën voor de beste professionele worstelaars van World Wrestling Federation, vond plaats op 25 maart 1997 in het Westin Hotel in Chicago (Illinois).

## Prijzen
| Poll                          | Gepresenteerd door                   | Resultaten |
| ----------------------------- | ------------------------------------ | --- |
| New Sensation                 | Ahmed Johnson                        | - Rocky Maivia - Steve Austin - Mankind - Marc Mero - Flash Funk |
| Best Dressed                  | The Honky Tonk Man en Cindy Margolis | - Sable - Shawn Michaels - Marlena - Flash Funk - The Undertaker |
| Best Tattoo                   | Adam & George                        | - The Undertaker - Crush - Shawn Michaels - Tommy Lee - Drew Barrymore |
| Match of the Year             | Jim Ross                             | - Shawn Michaels vs. Bret Hart op WrestleMania XII - Bret Hart vs. Austin van Survivor Series - Steve Austin vs. Savio Vega van In Your House 8: Beware of Dog - The Undertaker vs. Mankind van SummerSlam '96 - Shawn Michaels vs. Mankind van In Your House 10: Mind Games |
| Best Hair                     | Legion of Doom                       | - Hunter Hearst Helmsley - Mankind - Steve Austin - Bret Hart - Shawn Michaels |
| Loose Screw                   | Sunny en Lou Albano                  | - Mankind - Sycho Sid - Steve Austin - Bob Backlund - Cosmo Kramer |
| Best Bow Tie                  | Owen Hart1                           | - Clarence Mason - Bob Backlund - Steve Urkel - Yokozuna |
| Best Entrance Music           | Dok Hendrix en John McNaley          | - The Undertaker - Jesse James - Faarooq - Flash Funk - Sunny |
| Best Finisher                 | Brian Pillman                        | - Shawn Michaels - Sweet Chin Music - Marc Mero - The Wild Thing - Sycho Sid - The Powerbomb - Steve Austin - The Stone Cold Stunner - Bret Hart - The Sharpshooter |
| Best Couple                   | Vince McMahon en Jerry Lawler        | - Goldust en Marlena - Marc Mero en Sable - Chyna en Triple H - Bill en Hillary Clinton - Siegfried & Roy |
| Freedom of Speech             | Bob Backlund en Mancow               | - Steve Austin - Jerry Lawler - Paul E. Dangerously - Faarooq - Howard Stern |
| Star of the Highest Magnitude | Walter Payton                        | - The Undertaker - Steve Austin - Bret Hart - Sycho Sid - Shawn Michaels |
| Lifetime Achievement Award    | Gorilla Monsoon en Sycho Sid         | - Arnold Skaaland |
| Miss Slammy                   | Todd Pettengill                      | - Sable - Sunny - Marlena - Chyna - The Funkettes |